# Шометт, Франсуа
Поль Морис Франсуа Жан Шометт (фр. Paul Maurice François Jean Chaumette; 1923—1996) — французский актёр театра и кино.

## Биография
Родился 8 сентября 1923 года в Париже. Старший брат актрисы Моник Шометт.
После окончания школы учился на курсах Рене Симона в Парижской консерватории.
Дебютировал в кино в 1942 году в фильме «Вечерние посетители» Марселя Карне. С 1957 по 1987 годы работал в театре «Комеди Франсез».
Умер 27 февраля 1996 года в Париже.
Был женат на актрисе Паломе Матта, у них было трое детей: Са́ра, Тома́ и Мари́я. Сара Шометт тоже стала актрисой.

## Фильмография
- 1942 — Вечерние посетители — Гийом
- 1957 — Ответный удар — Шарль Бабен
- 1958 — Кристина — Виммер
- 1959 — Горбун — Филипп де Гонзаг
- 1959 — Улица Прэри — директор лицея
- 1969 — Дзета — голос за кадром
- 1973 — Наследник — мэтр Жорж Терон-Майяр
- 1977 — Смерть негодяя — Лансак
- 1983 — Прекрасная пленница — доктор Моргентодт
- 1989 — Мои ночи прекраснее ваших дней — консьерж